# Longuerue
Longuerue – miejscowość i gmina we Francji, w regionie Normandia, w departamencie Sekwana Nadmorska.
Według danych na rok 1990 gminę zamieszkiwało 279 osób, a gęstość zaludnienia wynosiła 52 osoby/km² (wśród 1421 gmin Górnej Normandii Longuerue plasuje się na 632. miejscu pod względem liczby ludności, natomiast pod względem powierzchni na miejscu 659.).